# Campeonato Sul-Americano de Futebol de 1957
O Campeonato Sul-Americano de Futebol de 1957, foi a 25ª edição da competição entre seleções da América do Sul. Foi realizada em Lima no Peru entre os dias 7 de março e 6 de abril de 1957.
Participaram da disputa sete seleções: Argentina, Brasil, Chile, Colômbia, Equador, Peru e Uruguai. As seleções jogaram entre si em turno único. 
A Argentina foi campeão com o ataque apelidado de "Los Carasucias". O nome se devia ao filme Angels with Dirty Faces, popular na Argentina na época, que narrava a história de jovens impulsivos e rebeldes. O jovem trio de ataque argentino marcou 20 dos 25 gols da seleção no sul americano.  As atuações chamaram a atenção do futebol italiano. Antonio Angelillo foi transferido para a Internazionale, Humberto Maschio ao Bologna e Omar Sívori a Juventus. O tridente não voltaria mais a defender a Argentina. A ausência do tridente foi especialmente lamentada pela imprensa argentina na Copa do Mundo FIFA de 1958.
Na Brasil, a competição marcou a despedida de Zizinho e Evaristo de Macedo. O Brasil ainda não contava com Pelé, mas apresentou a base da equipe que conquistaria a Copa do Mundo FIFA de 1958 no ano seguinte.

## Organização

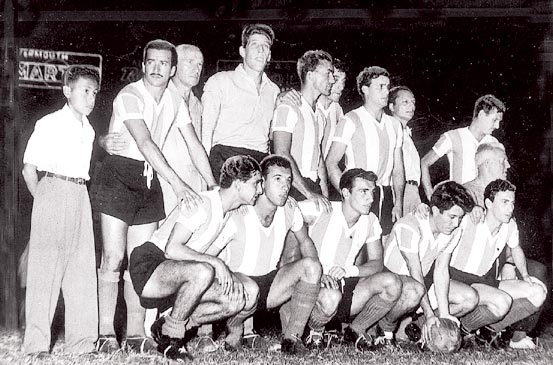
A Seleção da Argentina, vencedora do Campeonato Sul-Americano de 1957

### Sede
| Lima               |
| ------------------ |
| Estadio Nacional   |
| Capacidade: 45 000 |
|                    |

### Árbitros
- Erwin Hieger;
- Robert Turner;
- Ronald Lynch;
- Bertley Cross;
- Pedro Di Leo;
- Harry Davis.

## Tabela[4]
- 7 de Março:  Uruguai 5-2  Equador
- 10 de Março:  Peru 2-1  Equador
- 13 de Março:  Argentina 8-2  Colômbia
- 13 de Março:  Brasil 4-2  Chile
- 16 de Março:  Peru 1-0  Chile
- 17 de Março:  Colômbia 1-0  Uruguai
- 17 de Março:  Argentina 3-0  Equador
- 20 de Março:  Argentina 4-0  Uruguai
- 21 de Março:  Brasil 7-1  Equador
- 21 de Março:  Chile 3-2  Colômbia
- 23 de Março:  Uruguai 5-3  Peru
- 24 de Março:  Chile 2-2  Equador
- 24 de Março:  Brasil 9-0  Colômbia
- 27 de Março:  Peru 4-1  Colômbia
- 28 de Março:  Argentina 6-2  Chile
- 28 de Março:  Uruguai 3-2  Brasil
- 31 de Março:  Brasil 1-0  Peru
- 1 de Abril:  Colômbia 4-1  Equador
- 1 de Abril:  Uruguai 2-0  Chile
- 3 de Abril:  Argentina 3-0  Brasil
- 6 de Abril:  Peru 2-1  Argentina

## O jogo do título[5]
| 3 de abril | Argentina                              | 3 – 0     | Brasil | Estádio Nacional do Peru, Lima                                |
|            | Angelillo 23' · Maschio 87' · Cruz 90' | Relatório |        | Público: 49 503 Renda: Cr$4.066.604,00 Árbitro: Robert Turner |

Argentina: Domínguez; Delacha e Vairo; Giménez, Néstor Rossi e Schadlein; Corbatta, Maschio, Angelillo, Sivori e Cruz. Técnico: Guillermo Stábile
Brasil: Gilmar (Castilho); Djalma Santos, Édson e Olavo; Zózimo e Roberto; Joel, Evaristo (Índio), Zizinho (Dino), Didi e Pepe. Técnico: Osvaldo Brandão

## Classificação final
| Pos | Seleção   | Pts | J | V | E | D | GP | GC | SG  |
| --- | --------- | --- | - | - | - | - | -- | -- | --- |
| 1°  | Argentina | 10  | 6 | 5 | 0 | 1 | 25 | 6  | 19  |
| 2°  | Brasil    | 8   | 6 | 4 | 0 | 2 | 23 | 9  | 14  |
| 3°  | Uruguai   | 8   | 6 | 4 | 0 | 2 | 15 | 12 | 3   |
| 4°  | Peru      | 8   | 6 | 4 | 0 | 2 | 12 | 9  | 3   |
| 5°  | Colômbia  | 4   | 6 | 2 | 0 | 4 | 10 | 25 | -15 |
| 6°  | Chile     | 3   | 6 | 1 | 1 | 4 | 9  | 17 | -8  |
| 7°  | Equador   | 1   | 6 | 0 | 1 | 5 | 7  | 23 | -16 |

| Campeonato Sul-Americano de 1957 |
| -------------------------------- |
| Argentina Campeão (11º título)   |

### Goleadores
| Jogador            | Seleção | Gols |
| ------------------ | ------- | ---- |
| Humberto Maschio   | ARG     | 9    |
| Javier Ambrois     | URU     | 9    |
| Evaristo de Macedo | BRA     | 9    |
| Antonio Angelillo  | ARG     | 8    |
| Didí               | BRA     | 8    |
| Alberto Terry      | PER     | 5    |

### Melhor jogador do torneio
- Omar Sívori.

### Seleção do Campeonato
A Seleção desta edição da Copa América foi feita por votação dos treinadores organizada pela Manchete Esportiva. O argentino Néstor Rossi e o brasileiro Djalma Santos foram os unicos jogadores eleitos de forma unanime. 
| Goleiro/Guarda-Redes | Defensores/Defesas                               | Meias/Médios                       | Atacantes/Avançados                                                      |
| -------------------- | ------------------------------------------------ | ---------------------------------- | ------------------------------------------------------------------------ |
| - Rogelio Domínguez  | - Carlos Correa - Djalma Santos - Federico Vairo | - Néstor Rossi - Roberto Belangero | - Omar Corbatta - Javier Ambrois - Humberto Maschio - Omar Sívori - Pepe |

## Campanha do Brasil
O Brasil, dirigido por Osvaldo Brandão, estreou com vitória sobre o Chile. 4 a 2. Sanchez bate falta e Ramirez cabeceia. 0 a 1. Zizinho para Didi. 1 a 1. Novamente Zizinho para Didi. 2 a 1. Zózimo entrega a Didi, que da meia lua da área, chuta e marca. 3 a 1. Pepe tabela com Evaristo e chuta às redes. 4 a 1. Sanchez cobra falta e agora é Fernandez quem cabeceia. 4 a 2.  Brasil 7 a 1 no Equador. Passe de Roberto para Evaristo. 1 a 0. Evaristo arranca, bate o marcador entrega a Pepe. 2 a 0. Zizinho de falta. 3 a 0. Larraz de falta diminui. 3 a 1. Chute de Pepe, o goleiro dá rebote e Joel marca. 4 a 1. Pepe cruza e Joel fuzila. 5 a 1. Joel cruza e índio de cabeça. 6 a 1. Joel cruza e Evaristo marca mais um. 7 a 1. 
Na rodada seguinte, o Brasil aplica 9 a 0 na Colômbia. Joel para Pepe. 1 a 0. Didi entrega a Evaristo, de costas para o gol, gira e marca. 2 a 0. Roberto chuta e Evaristo desvia. 3 a 0. Pepe chuta e Evaristo desvia. 4 a 0. Pepe chuta, o goleiro espalma, e Didi finaliza de letra. 5 a 0. Zizinho passa por três e dá de presente a Didi. 6 a 0. Passe de Zizinho para Evaristo. 7 a 0. Claudio para Zizinho. 8 a 0. Cruzamento de Nilton Santos para Evaristo. 9 a 0. 
Derrota para o Uruguai. 3 a 2. O Uruguai abriu 3 a0 com Campero duas vezes e Ambrois. Didi para Evaristo. 3 a 1. Evaristo para Didi. 3 a 2.  O Brasil derrotou o Peru. 1 a 0. Didi de penalti sofrido por Pepe aos 27 minutos do segundo tempo. Após o gol, o jogo fica interrompido 15 minutos por protestos dos peruanos e o juiz dá por encerrada a partida.  Algumas semanas depois do sul-americano, Brasil e Peru disputariam uma vaga para a Copa do Mundo de 1958, e os protestos dos peruanos nesse jogo ajudariam a criar um clima tenso para a decisão das eliminatórias.
Na última partida, o Brasil foi derrotado por 3 a 0 pela Argentina. Sivori atira, a bola desvia em Djalma Santos e sobra limpa para Maschio. 1 a 0. Passe de Angelito para Maschio. 2 a 0. Angelitto chuta na trave e Cruz no rebote marca. 